# Поліське (Новгород-Сіверський район)
Поліське (до 1917 — Ксензівка, з 1917 по 2016 — Пролетарське) — село в Україні,у Коропській селищній громаді Новгород-Сіверського району  Чернігівської області. Від 2016 орган місцевого самоврядування — Коропська селищна рада.
Населення становить 605 осіб.

## Символіка
На гербі зображені католицька вервиця що вказує на історичну назву села Ксензівка. Дві булави символізують козацьку історію села. Ткацький човник символізує місцевих майстрів декоративного ткацтва. Зелений колір символізує Полісся і поточну назву села. Загалом герб зображає панівні верстви села в минулому - духовенство, козаки і ткачі.

## Історія

### Витоки
У 1619 р. на узгірку біля печер окрай дубини після переправи через Сейм збиралися польські ксендзи для подальшого руху по древньому Київському шляху заради духовного опанування звільненої від москалів Сіверщини. Збори ксендзів дали назву місцині – Ксензівка, що поширилася й на перші хати села уздовж шляху на межі болота й дубини. За переказом, болото було дуже топке, непрохідне, а  дуби – дуже високі й товсті, щонайменше 30 четвертей (5 м) в окружності, ще й всілякого звіру, особливо вовків, було забагато в дрімучому лісі. Кажуть, що дрімучий ліс в бік села Мельні належав в давнину (до 1500 р.) литовським князям – ксензам, звідси й назва місцини Ксензівка, а не КсенДзівка.

### Доба козаччини
Ксензівка вперше значиться селом  в документі 1669 р. за своєю приналежністю Спаському Новгород-Сіверському чоловічому монастирю. 
За матеріалами Слідства про маєтності Ніжинського полку (1729-1730), у часи Івана Брюховецького, Дем'яна Ігнатовича, Івана Самойловича, Івана Мазепи та Івана Скоропадського посполиті і угіддя навколо Ксензівки належали Новгород-Сіверському Спаському монастирю.
За даними Генерального опису у кінці 1760-х років у селі Ксьонзівка була дерев'яна церква Різдва Пресвятої Богородиці; 33 козацькі двори. Дані про селянські двори не збереглися. Частина селян належала Спаському Новгород-Сіверському чоловічому монастирю, а також Кирилу Розумовському, Олексію Розумовському та іншим власникам.

### ХІХ століття
Напередодні скасування кріпацтва, 1859 року у казенному й козацькому селі Кролевецького повіту Чернігівської губернії мешкало 1072 особи (497 чоловічої статі та 575 — жіночої), налічувалось 140 дворових господарств, існувала православна церква.
Станом на 1886 у колишньому державному й власницькому селі Атюської волості мешкало 1043 особи, налічувалось 196 дворових господарств, існували православна церква, 2 постоялих двори, 4 постоялих будинки, лавка, крупорушка, цегельний завод.
У 1880-х рр. несподівано, біля джерела з прозорою смачною водою за 5 верст від Ксензівки в лузі при дорозі до Ступакова хутора, з’явилася ікона Божої Матері поряд зі старим дерев’яним хрестом, що стояв там здавен. Дерев’яна ікона заввишки у 6 вершків, завширшки у 5 вершків (27х22 см) була перенесена до церкви, але вона була кимось викрадена і поставлена біля криниці. Ікону знову перенесли до церкви, зробили для неї великий кіот та срібні шати й дали назву Криничної Божої Матері. Відтоді ксензівці щороку здійснювали хресні ходи до криниці на Преполовіння (через 25 днів після Світлого Воскресіння) та 1 серпня.
За даними на 1893 рік у поселенні мешкало 1416 осіб (728 чоловічої статі та 688 — жіночої), налічувалось 250 дворових господарств.
За переписом 1897 року кількість мешканців зросла до 1646 осіб (836 чоловічої статі та 810 — жіночої), з яких 1639 — православної віри.
Бездощівного травня 1910 р. була облаштована джерельна криниця в лузі при дорозі до Ступакова хутора. Церква придбала 154 кв. сажнів землі навколо криниці, де було зроблено нову цабрину,  встановлено новий хрест на місці старого та огороджено частоколом.  3-го червня 1910 р. відбулася хресна хода до криниці усіх ксензівців, від старого до малого, з Криничної іконою Божої матері. Священик відслужив молебень «о дощі» з колінопреклонінням та окропив усіх святою водою і наступного дня пройшов дощ. Ще не раз хресні ходи до криниці рятували врожай ксензівців від посухи.
1 грудня 1913 р. була освячена в Ксензівці нова  двокомплектна земська школа, збудована поблизу церкви на городі. Город було куплено на пожертви зібрані приходським священиком Дмитром Давидовським, який таки переконав ксензівців збудувати школу в центрі села, а не на його околиці в урочищі Печери на дешевій землі. Також у грудні 1913 р. була відкрита у Ксензівці бібліотека читальня, влаштована приходським братством св. Михайла в церковній сторожці, а в дзвіниці була відкрита книжно-іконна лавка. 
23 квітня 1914 р. було освячено в Ксензівці цегельний завод, що мав виробляти цеглу для церковної огорожі.   
2016 року село отримало назву Поліське.
12 червня 2020 року, відповідно до розпорядження Кабінету Міністрів України № 730-р «Про визначення адміністративних центрів та затвердження територій територіальних громад Чернігівської області», увійшло до складу Коропської селищної громади.
19 липня 2020 року, в результаті адміністративно-територіальної реформи та ліквідації Коропського району, увійшло до складу Новгород-Сіверського району Чернігівської області.

## Населення

### Мова
Розподіл населення за рідною мовою за даними перепису 2001 року:
| Мова       | Кількість | Відсоток |
| ---------- | --------- | -------- |
| українська | 598       | 98.84%   |
| російська  | 7         | 1.16%    |
| Усього     | 605       | 100%     |

## Відомі особи
В селі народилися:
- Нечипоренко Іван Григорович (1929) — майстер декоративного ткацтва;
- Нечипоренко Сергій Григорович (1922) — український художник декоративного ткацтва.